# Waldstillleben
Das Waldstillleben oder Waldbodenstück ist eine besondere Form der Stilllebenmalerei im Holland des 17. Jahrhunderts. Als Hauptvertreter dieser Malerei gilt Otto Marseus van Schrieck.

## Bildgegenstände und Interpretation
Dargestellt sind Einblicke in Biotope mit wildwachsenden Blumen, diversen Pflanzen und kleinen Tieren wie Eidechsen, Fröschen und Insekten. Oft handelt es sich dabei um die Vegetation (und Fauna) des Waldbodens oder morastig ländlichen Gebietes. Trotz der naturgetreuen Beobachtung sieht Sybille Ebert-Schifferer die wesentliche Aufgabe dieser Gemälde in der Verbildlichung moralischer Abläufe – bspw. als Vergegenwärtigung des „Kampfes ums Überleben“. Norbert Schneider nimmt eine ähnliche Deutung vor und interpretiert diese Gemälde als „Schauplatz [...], Arena für den Kampf widerstreitender metaphysischer Prinzipien, von Gut und Böse“. Den einzelnen Tieren und Pflanzen kommen dabei positive und negative Eigenschaften gemäß der christlichen Symbolik zu.

## Künstler
Wo genau die Wurzeln des Waldstilllebens liegen, ist nicht sicher. Anhaltspunkte gibt es aber bei der Blumenmalerei um die Mitte des 17. Jahrhunderts. Von Jan Davidsz. de Heem sind Gemälde bekannt, in denen er einen Blumenstrauß mit einem Vogelnest kombinierte oder seine Blumen- und Früchteensembles mit Getier auf einem Waldboden darstellte. Als Hauptvertreter des Waldstilllebens gilt aber Otto Marseus van Schrieck. Curt Habicht fielen als Erstem die im Kanon der Stilllebenmalerei recht eigenwillig anmutenden Waldstillleben auf. Er schloss auf einen „Phantast[en] der holländischen Malerei“ als Urheber dieser Gemälde. Allerdings war dem in Nijmegen geborenen Maler auch das Fach der Blumenstillleben nicht fremd, was bspw. das Gemälde Blumenvase mit Schmetterlingen im Palazzo Pitti beweist. Eine wirkliche Mode für die Waldstillleben, die nahezu zwei Jahrzehnte anhielt, löste Marseus van Schrieck nach seiner Rückkehr aus Italien aus. Möglicherweise erhielt er den wesentlichen Impuls für seine Malerei auf seiner 9 Jahre andauernden Reise durch Italien, wobei er u. a. in Rom und Florenz weilte. Ab 1657 in Amsterdam ansässig, beschäftigte sich Marseus van Schrieck mit uneingeschränkter Hingabe der Beobachtung von auf dem Boden existierenden Tieren und Pflanzen des Waldes und der ländlichen Umgebung, was ihm in der schildersbent („Malerbande“, der Vereinigung niederländischer Maler in Rom) den Spitznamen „snuffelaer“ (dt. Schnüffler) einbrachte. Der Künstler legte dafür eigens in der Nähe von Diemen sein „Waterrijck“ (dt. Wasserreich) an – ein morastiges Biotop, in dem er zu Forschungszwecken Pflanzen kultivierte und Insekten züchtete. Seine Beobachtungen und Studien waren die Vorlage für seine Stillleben mit Pilzen und die in mysteriös anmutenden Licht oder Dunkel gehaltenen Waldbodenstücke mit Gestrüpp, Wurzelwerk, wilden Pflanzen, Insekten und Reptilien. Trotz der Künstlichkeit der Szenerie hat der Betrachter das Gefühl – nicht zuletzt auch durch die Verschmelzung von Landschaft und Objektstudie – die offensichtlich arrangierte Sphäre der Stilllebenmalerei verlassen zu haben. Otto Marseus van Schriecks Typus des Waldstilllebens wurde von seinen Schülern Matthias Withoos und Elias van den Broeck weitergeführt, wobei allerdings der landschaftliche Aspekt – auch mit Blick auf den Himmel – stets an Bedeutung gewann. Der Einfluss Marseus van Schriecks ist aber auch in Werken von Jan Davidsz. de Heem, Abraham Mignon und Rachel Ruysch spürbar. In Italien malte Paolo Porpora, der auch ein exzellenter Blumenmaler war, Waldbodenstücke in der Manier der Niederländer mit fingiertem Biotop und sich gegenseitig bedrohenden Tieren, die dort als sottobosco (ital. für Unterholz) bekannt wurden.

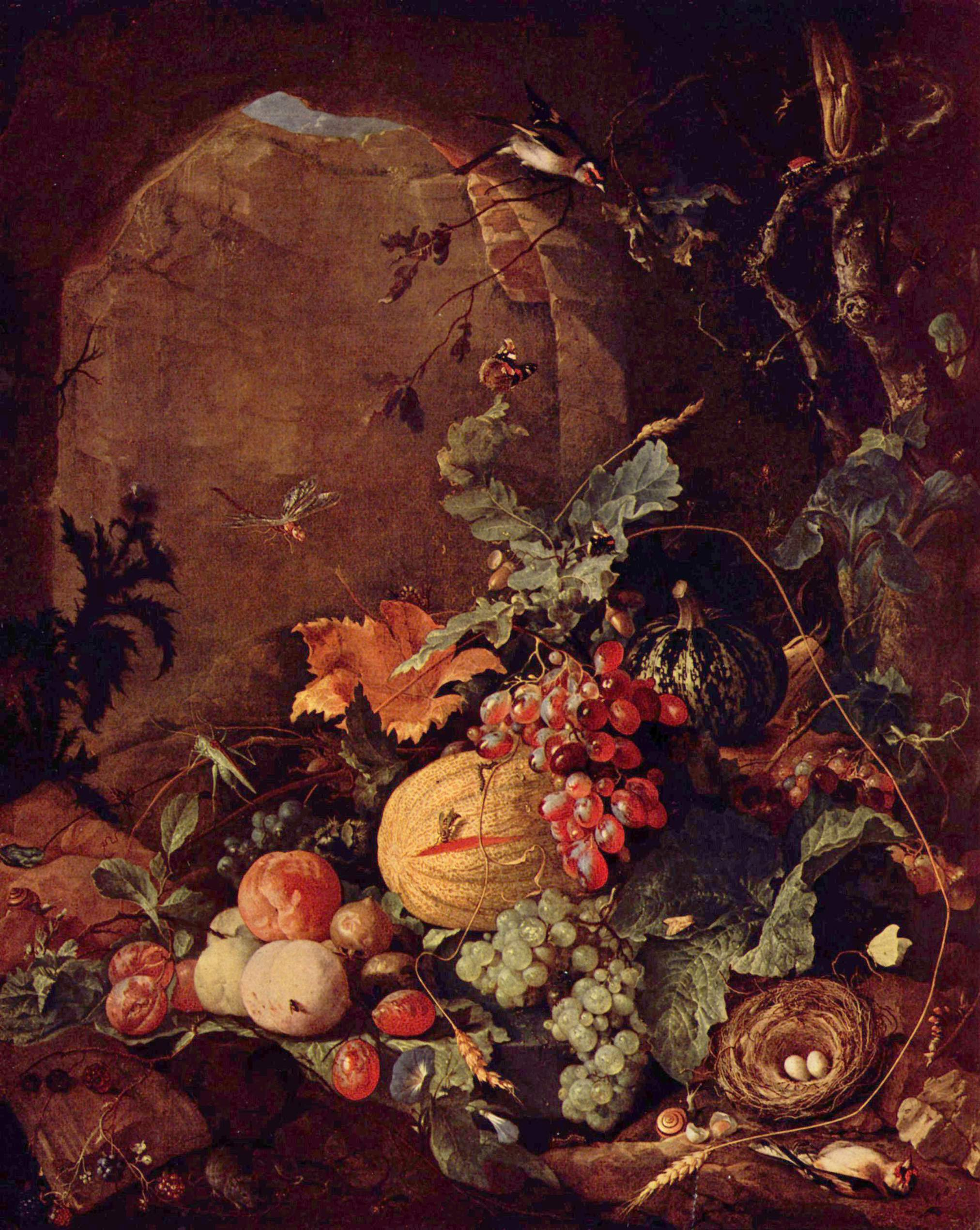
Jan Davidsz. de Heem Großes Stilleben mit dem Vogelnest, 2. Viertel 17. Jh., Öl auf Leinwand, 89 × 72 cm, Gemäldegalerie Alte Meister, Dresden
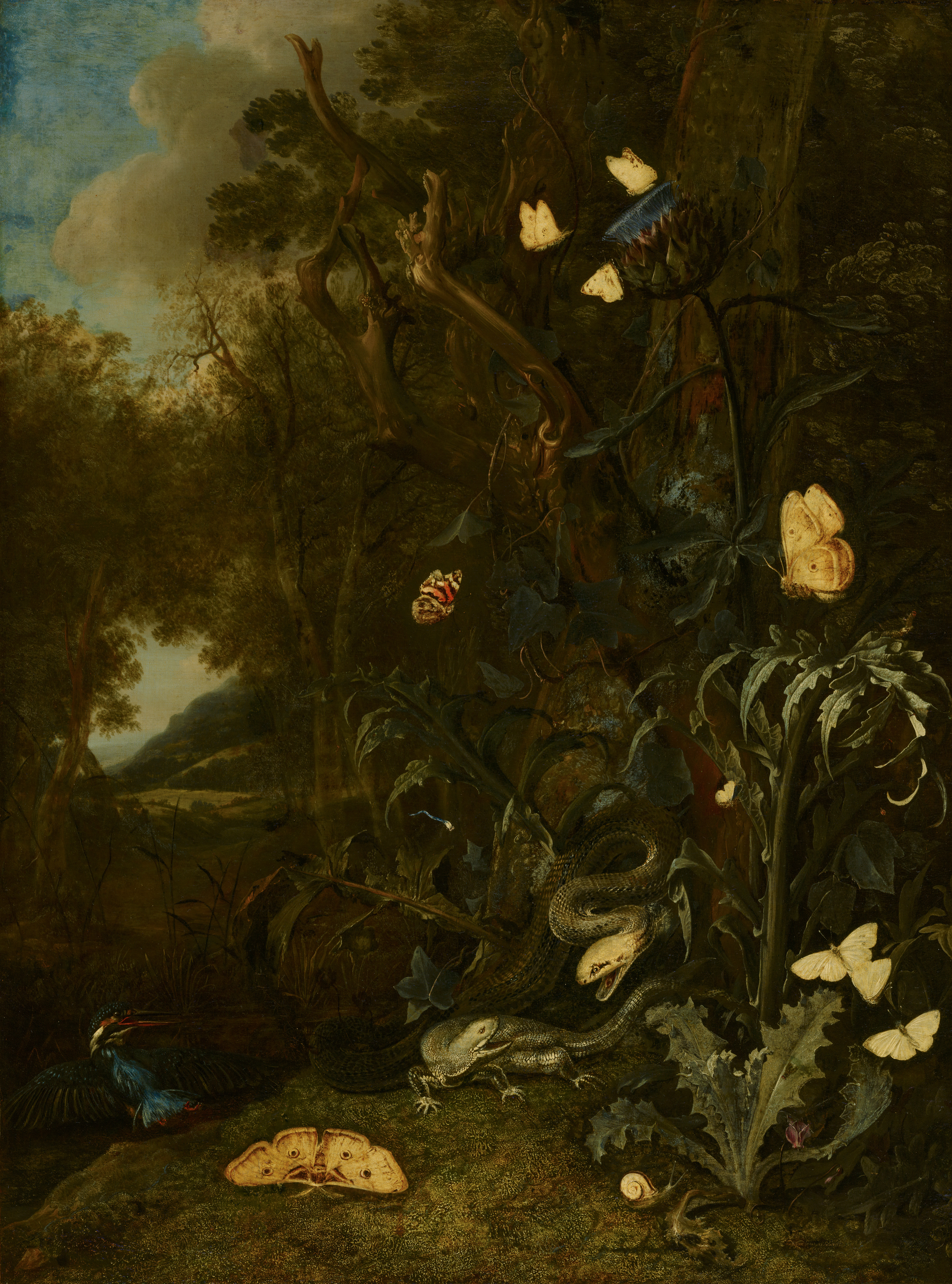
Otto Marseus van Schrieck Waldstillleben mit Schlange und Eidechse, 1656, Öl auf Leinwand, 102,3 × 75,8 cm, Mauritshuis, Den Haag
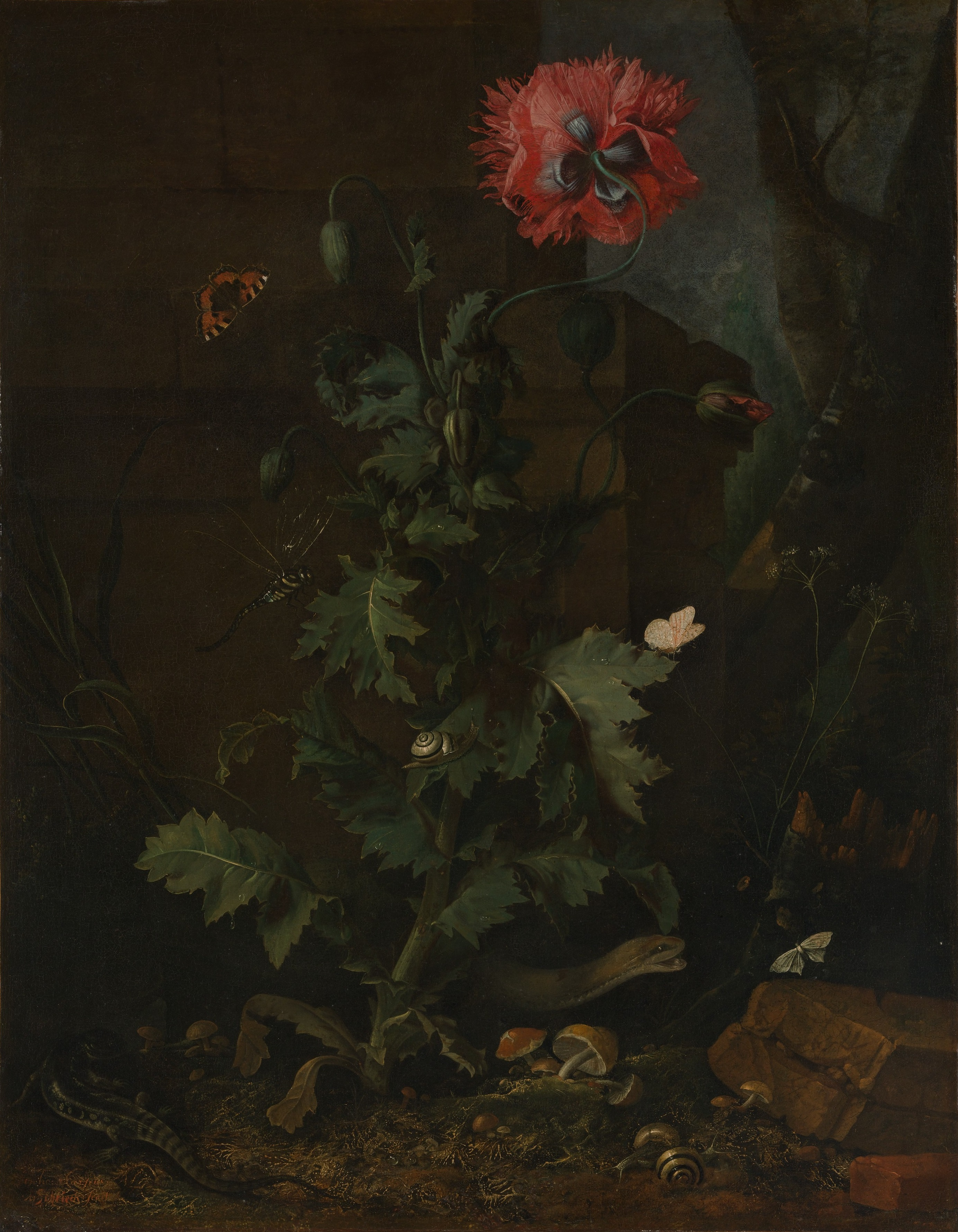
Otto Marseus van Schrieck Stillleben mit Mohn, Insekten und Reptilien, ca. 1670, Öl auf Leinwand, 68,3 × 52,7 cm, Metropolitan Museum of Art, New York
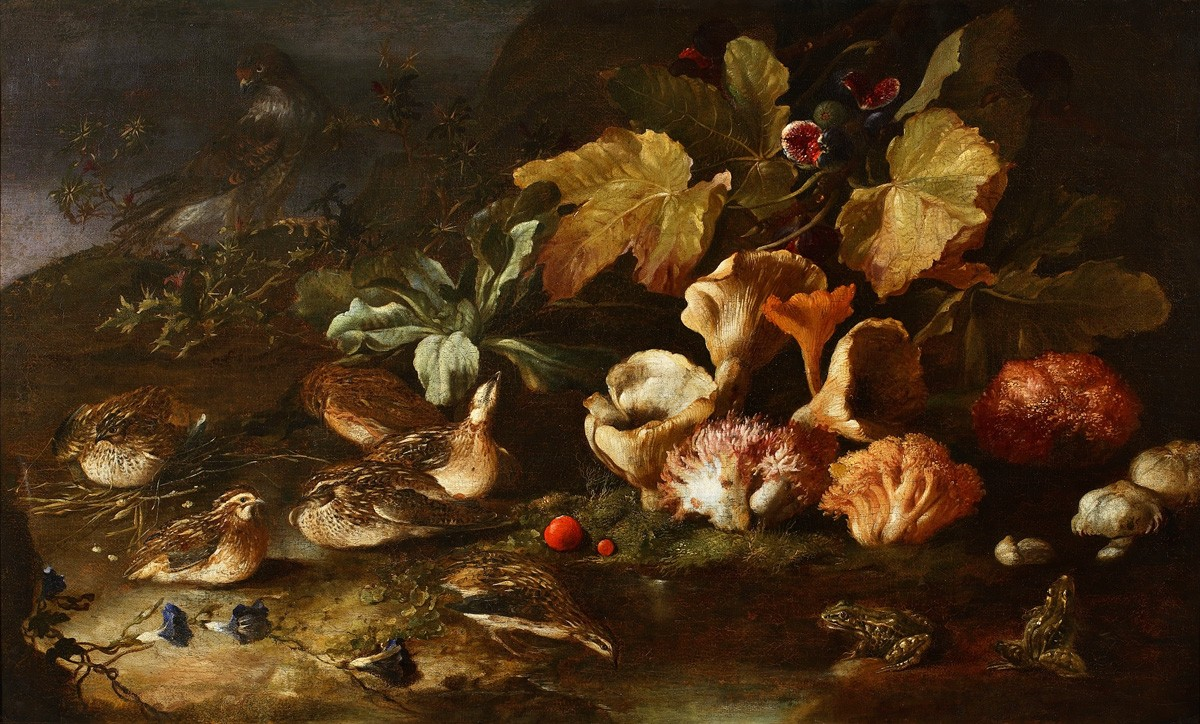
Paolo Porpora Sottobosco mit Pilzen, Feigen, Wachteln, Fröschen und einem Adler, 1652–56, Öl auf Leinwand, 87 × 119 cm, Puschkin-Museum, Moskau
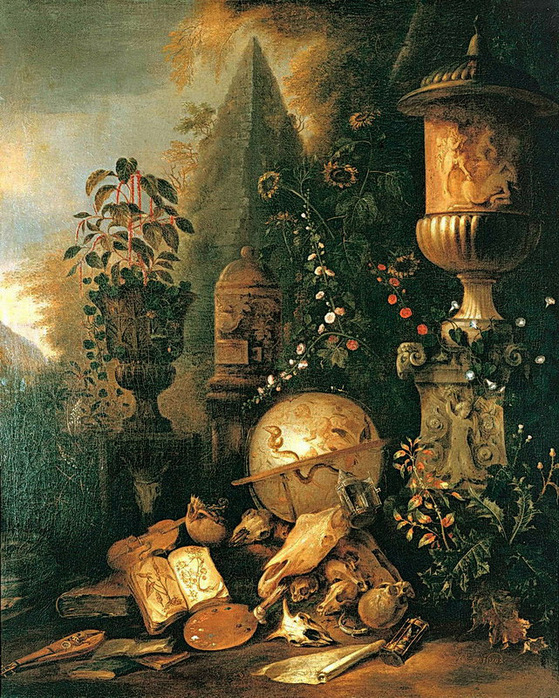
Matthias Withoos Vanitas, Öl auf Leinwand, 69 × 89,5 cm, Puschkin-Museum, Moskau

### Nachschlagewerke
- Hermain Bazin & Horst Gerson & Rolf Linnenkamp u. a.: Kindlers Malerei-Lexikon. Kindler, Zürich 1985, S. 282–286 (Band 11).
- Allgemeines Künstlerlexikon (AKL). Die Bildenden Künstler aller Zeiten und Völker. K. G. Saur, München und Leipzig 1991ff., ISBN 3-598-22740-X.
- Walther Bernt: Die niederländischen Maler des 17.Jahrhunderts. 800 Künstler mit 1470 Abb. 3 Bd. Münchner Verlag, München 19XX.
- Erika Gemar-Költzsch: Holländische Stillebenmaler im 17. Jahrhundert. Luca-Verlag, Lingen 1995, ISBN 3-923641-41-9.
- Fred G. Meijer & Adriaan van der Willigen: A dictionary of Dutch and Flemish still-life painters working in oils. 1525–1725. Primavera Press, Leiden 2003, ISBN 90-74310-85-0.
- Wolf Stadler u. a.: Lexikon der Kunst. Malerei, Architektur, Bildhauerei. Karl Müller Verlag, Erlangen 1994, S. 167–176 (Band 11).
- Gerhard Strauss & Harald Olbrich: Lexikon der Kunst. Architektur, bildende Kunst, angewandte Kunst, Industrieformgestaltung, Kunsttheorie. Seemann, Leipzig 1994, S. 64–67 (Band 7).
- Ulrich Thieme, Felix Becker (Hrsg.): Allgemeines Lexikon der Bildenden Künstler von der Antike bis zur Gegenwart. Leipzig 1907 bis 1950.
- Hans Vollmer: Allgemeinem Lexikon der bildenden Künstler des XX. Jahrhunderts ergänzt. Leipzig 1953 bis 1962

### Monografien und Ausstellungskataloge
- Ingvar Bergström: Dutch still-life painting in the seventeenth century. Aus dem Schwedischen von Christina Hedström und Gerald Taylor. Faber & Faber, London 1956.
- Sybille Ebert-Schifferer: Die Geschichte des Stillebens, Hirmer Verlag, München 1998, ISBN 3-7774-7890-3.
- Claus Grimm: Stilleben. Die italienischen, spanischen und französischen Meister. Belser, Stuttgart 1995, ISBN 3-7630-2303-8; Neuauflage 2001, 2010, ISBN 978-3-7630-2562-6
- Claus Grimm: Stilleben. Die niederländischen und deutschen Meister. Belser, Stuttgart/Zürich 1988 ISBN 3-7630-1945-6; Neuauflage 2001, 2010, ISBN 978-3-7630-2562-6
- Gerhard Langemeyer & Hans-Albert Peeters (Hrsg.): Stilleben in Europa. (Aust.kat.: Westfälisches Landesmuseum für Kunst und Kulturgeschichte Münster & Staatliche Kunsthalle Baden-Baden 1980). Landschaftsverband Westfalen-Lippe, Münster 1979.
- Norbert Schneider: Stilleben. Realität und Symbolik der Dinge; die Stillebenmalerei der frühen Neuzeit. Taschen, Köln 1989, ISBN 3-8228-0398-7.
- Sam Segal: Jan Davidsz. de Heem en zijn kring. (Aust.kat.: Utrecht & Braunschweig 1991). SDU Publ., Utrecht 1991, ISBN 90-12-06661-1.